# Zawady (gmina Baranowo)
Zawady (kurp. Zåwådy) – wieś sołecka w Polsce położona w województwie mazowieckim, w powiecie ostrołęckim, w gminie Baranowo.

## Historia

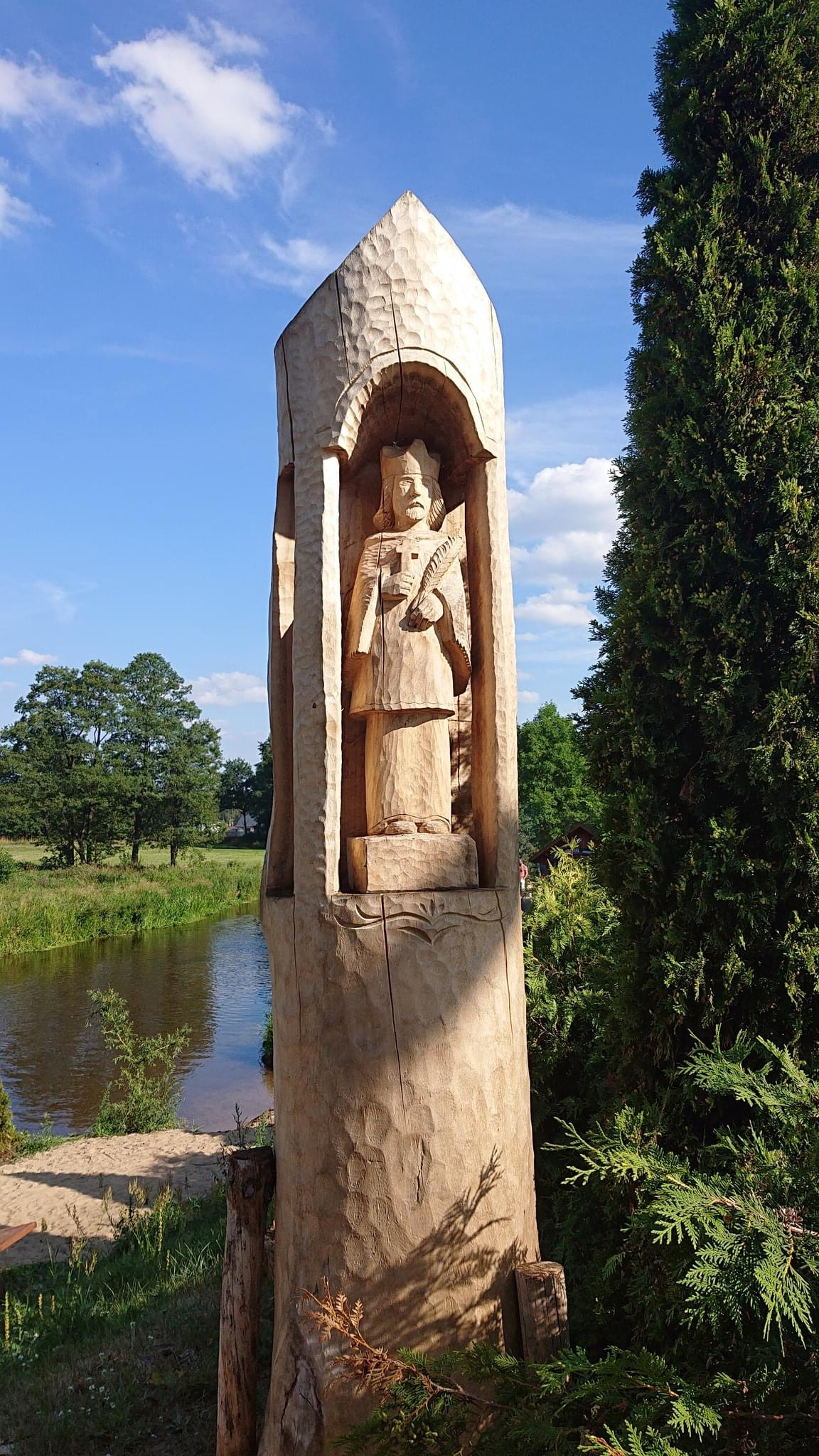
Kapliczka św. Jana Nepomucena nad brzegiem rzeki Omulew

Wieś Zawady położona jest nad rzeką Omulew, przy drodze Przasnysz–Myszyniec. Nazwa pochodzenia kulturowego oznacza „przeszkodę”, „zawadę”, pierwotnie naturalną przeszkodę terenową lub przeszkodę celowo utrzymywaną, rodzaj zapory np. ze zwalonych na drogę drzew broniących dostępu do przeprawy przez Omulew. Wieś leżała w starostwie ostrołęckim w ziemi łomżyńskiej, na terenie Puszczy Zielonej. 
Zawady powstały około 1690. W 1789 mieszkało tu 37 gospodarzy. Wieś należała do parafii Baranowo.
W 1795 wraz z upadkiem I Rzeczypospolitej wieś została włączona do państwa pruskiego. Od 1867 wieś znalazła się w gminie Wach w powiecie ostrołęckim i guberni łomżyńskiej.
W 1811 w pobliżu wsi wydobywano bursztyn. Wydobycie go notowano i po II wojnie światowej. W 1827 istniało tu 55 domostw i 374 mieszkańców. Wieś należała do parafii Baranowo. W 1848 we wsi mieszkało 290 osób. W 1897 powstała pierwsza szkoła. Istniała jedynie rok.
Kiedy w 1915 powstało Generał-Gubernatorstwo Warszawskie, wieś była jego częścią. W czasie I wojny światowej Zawady zostały częściowo zniszczone.
Według Powszechnego Spisu Ludności z 1921 roku wieś zamieszkiwały 563 osoby w 68 budynkach mieszkalnych, wszystkie osoby były wyznania rzymskokatolickiego i polskiej narodowości. Wieś należała do gminy Wach w powiecie ostrołęckim w województwie białostockim oraz parafii rzymskokatolickiej w Brodowych Łąkach. Podlegała pod Sąd Grodzki w Myszyńcu i Okręgowy w Łomży; właściwy urząd pocztowy mieścił się w m. Czarnia. W 1927 we wsi żyło 540 mieszkańców zajmujących 84 budynki mieszkalne. Istniała kuźnia, 3 sklepy oraz szkoła powszechna w wynajętym mieszkaniu. Powstała w 1920. Działało koło Związku Młodzieży Ludowej.
W wyniku agresji III Rzeszy na Polskę we wrześniu 1939 wieś znalazła się pod okupacją niemiecką i weszła w skład Landkreis Scharfenwiese, Regierungsbezirk Zichenau w III Rzeszy.
Po II wojnie światowej wieś administracyjnie należała do gminy Czarnia w powiecie ostrołęckim, a później do gromady Brodowe Łąki. Od 1972 należała do gminy Baranowo w powiecie przasnyskim. W latach 1975–1998 miejscowość należała administracyjnie do województwa ostrołęckiego. Od 1999 administracyjnie należy do powiatu ostrołęckiego.
W 1962 zbudowano murowaną szkołę podstawową. Nosi imię nauczyciela Aleksandra Kopcia. W 1930 założył on we wsi zespół folklorystyczny (współcześnie to Kurpiowski Zespół „Pod Borem” z Zawad).
Z dniem 1 września 2003 powstał Zespół Szkół w Zawadach (szkoła podstawowa i powstałe w 1999 gimnazjum).
W 1998 mieszkało tu 483 osoby, a w 2002 – 487 osób. W 2008 było tu 100 gospodarstwa i 400 mieszkańców. W 2009 w Zawadach mieszkały 504 osoby, według spisu powszechnego z 2011 – 503 osoby. Według spisu powszechnego z 2021 żyło tu 486 osób.
Corocznie od 1981 w pierwszą niedzielę lipca we wsi, na wyspie na Omulwi, odbywa się Święto Folkloru Kurpiowskiego.
Nad Omulwią istnieje stanica wodna. Na wyspie na rzece stoi kapliczka słupowa z drewnianą figura Chrystusa.
W 2024 zakończono sześcioletnią renowację leśnego cmentarza z I wojny światowej. Miejscem opiekuje się Ochotnicza Straż Pożarna w Brodowych Łąkach i Szkoła Podstawowa im. Aleksandra Kopcia w Zawadach.
Używane są nazwy miejscowe określające części wsi: Borek, Burakowo, Dąbrowa, Grondy, Kamienie, Karaska, Kobylak, Kuliski, Pańskie Pole, Stara Wieś, Żabicha.
Sołtyską jest Danuta Kita.